# Abd Allah I Al-Sabah
Abd Allah I Al-Sabah (in arabo عبد الله بن صباح بن جابر الصباح‎?; Kuwait, 1740 – 3 maggio 1814) è stato uno sceicco kuwaitiano in carica dal 1763 al 1814.

## Regno
Era il figlio più giovane di Sabah bin Jaber, alla cui morte gli è succeduto. È stato eletto nel ruolo dai capi e notabili, nonostante la sua posizione come figlio più giovane. A lui succedette il figlio Jaber I Al-Sabah.
Abd Allah I ordinò la costruzione delle prime mura difensive in Kuwait. Durante il suo regno, il Kuwait ha esteso i suoi contatti commerciali in quelle terre che oggi sono l'India, lo Yemen, e l'Iraq. Sempre in questo periodo, il Kuwait ha stabilito rapporti con la Compagnia britannica delle Indie orientali.